# Project MUSE
Das Project MUSE ist ein 1993 von Todd Kelley und Susan Lewis gegründetes Online-Archiv für akademische Zeitschriften aus den Geistes- und Sozialwissenschaften. Es ist ein Projekt der Johns Hopkins University Press sowie der Milton S. Eisenhower Library und wurde mit Mitteln der Andrew W. Mellon Foundation und National Endowment for the Humanities finanziert.
Über das Project MUSE waren zunächst nur die Zeitschriften der Johns Hopkins University Press zugängig, seit 2000 sind auch die Publikationen anderer Verlage erhältlich. Das Online-Archiv gewährt Zugang zu den Publikationen von über 230 Wissenschaftsverlagen und Gelehrtengesellschaften, darunter z. B. die MIT Press und die Cambridge University Press sowie die African Studies Association (Stand: Januar 2014). In Deutschland ist das Project MUSE laut Zeitschriftendatenbank in über 20 wissenschaftlichen Bibliotheken verfügbar (Stand: November 2019).